# Садовое (Ростовская область)
Садовое — хутор в Ремонтненском районе Ростовской области.
Входит в состав Кормовского сельского поселения.

## География
Хутор расположен на юге Ремонтненского района, в пределах Сальско-Манычской гряды, являющейся западным субширотным продолжением Ергенинской возвышенности, к северу от села Кормовое. Рельеф местности равнинный. Общий уклон местности с северо-востока на юго-запад. В границах хутора имеется небольшой пруд.
Расстояние о административного центра Ростовской области города Ростова-на-Дону составляет 420 км, от районного центра села Ремонтное — 42 км, от административного центра сельского поселения села Кормовое — 3 км
В хуторе, как и на всей территории Ростовской области, действует московское время..

## Улицы
- ул. Гагарина,
- ул. Москаленко,
- ул. Садовая.

## История
Дата основания хутора не установлена. Хутор отмечен на американской карте СССР 1950 года как часть села Кормовое.

## Население
В конце 1980-х годов в хуторе проживало около 220 человек.
| 2010 |
| ---- |
| 106  |